# 멜버른 레블스

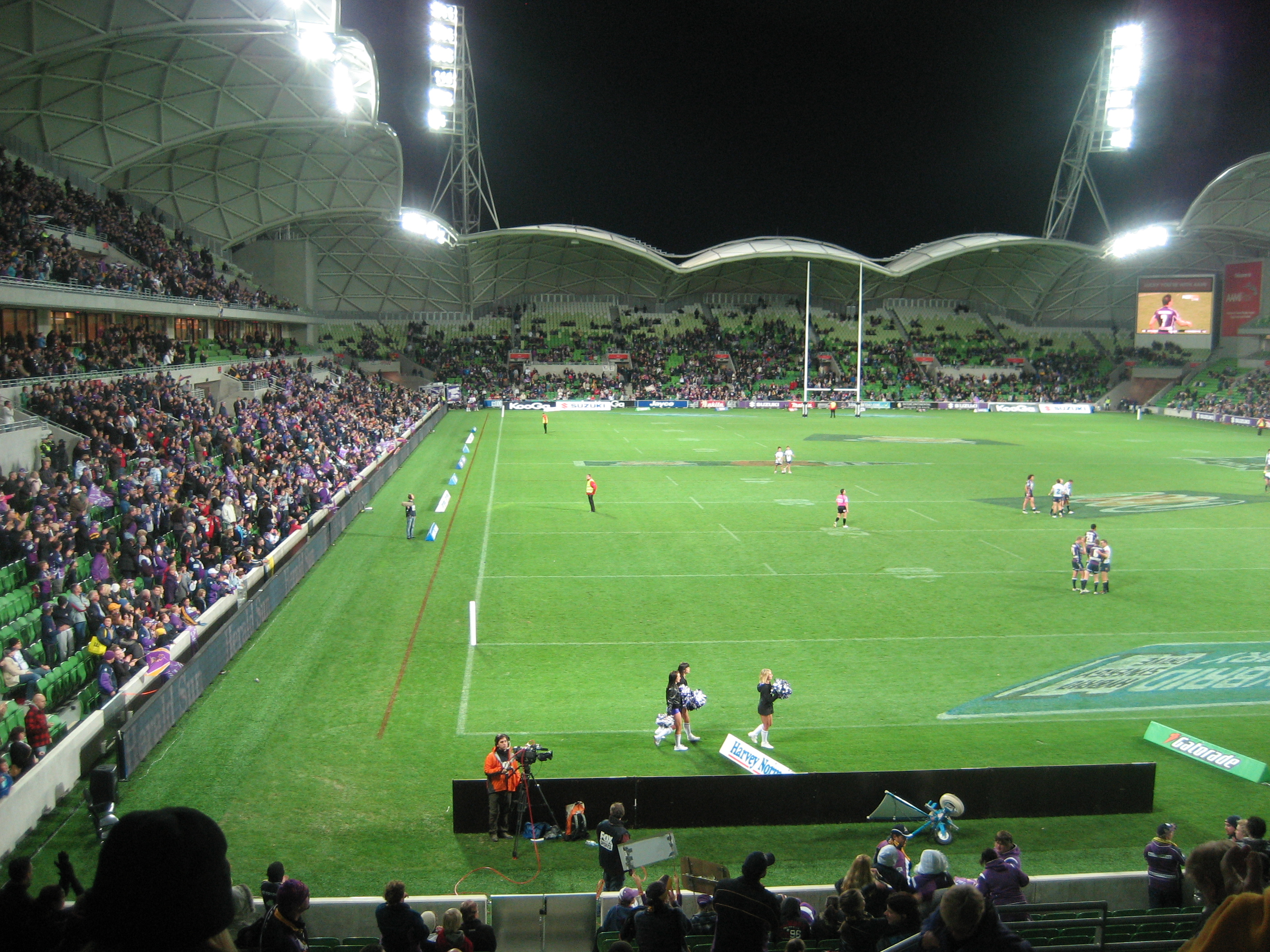

멜버른 레블스(Melbourne Rebels)는 2011년부터 수퍼 15에 참가할 호주의 프로 럭비 유니온 팀이다. 멜버른을 연고지로 하여 AAMI 파크를 홈구장으로 사용할 예정이다.

## 역사

### 창단 과정
SANZAR의 15번째 팀 창단 계획 발표 이후, 호주에서는 7곳, 뉴질랜드에서는 2곳, 남아공에서는 서던 킹스가 지원하였다. 호주에서는 빅토리아주의 멜버른으로 단일화되었고, 서던 킹스와의 경합 끝에 승리하여 15번째 팀의 주인공이 되었다.